# Grimpoteuthidae
A Grimpoteuthidae a fejlábúak (Cephalopoda) osztályának a tintahalalakúak (Coleoidea) alosztályába, ezen belül az Octopoda rendjébe tartozó család.
Ebbe a fejlábú családba 3 nem és 20 faj tartozik.

## Rendszerezés
A családba az alábbi 3 nem tartozik:
- Cryptoteuthis Collins, 2004 - 1 faj
  - Cryptoteuthis brevibracchiata Collins, 2004
- Grimpoteuthis Robson, 1932 típusnem - 17 faj
- Luteuthis O'Shea, 1999 - 2 faj